# ألمون براون ستراوغر
ألمون براون ستراوغر من مواليد الولايات المتحدة، مدينة نيويورك، بنفيلد، شاريع بطرسبورغ، في 11 فبراير 1839 وتوفي في فلوريدا 26 مايو 1902 بعد معاناته من تمدد الأوعية الدموية والأنيميا «63 عاماً», متزوج من سوزان ستراوجر، كان حفيد ثاني مستوطن في بنفيلد، اعطى اسمه لتكنولوجيا تحويل الهواتف الإلكتروميكانيكية «المقاسم» في العام 1889, حيث كان ستراوجر يعمل حانوتاً في مدينة صغيرة، وكلن في المدينة منافس، كانت زوجة الحانوتي المنافس تعمل في مقسم المدينة، فكانت تقوم بتحويل كل المكالمات الموجهة لستراوجر إلى زوجها، ولتجاوز هذه المشكلة كان لابد من استقبال الإنسان في المقاسم بأجهزة تقوم بعملية التوصيل تلقائياً، فقام ستراوجر باختراع المقاسم الآلية، التي سمحت للأشخاص القيام بالاتصال دون الحاجة إلى تدخل بشري.
وزارة التربية والتعليم، فلسطين، تكنولوجيا المعلومات